# Laurel und Hardy: Slipping Wives
Slipping Wives (dt.: „Haltlose Frauen“ ) ist eine Kurzfilmkomödie mit dem Komikerduo Oliver Hardy und Stan Laurel aus dem Jahr 1927. Die Premiere war am 3. April 1927 in den USA und am 19. Juni 1929 in Deutschland.

## Handlung
Priscilla ist mit dem Künstler Leon verheiratet, allerdings zeigt er schon seit einiger Zeit kein Interesse mehr an ihr. Als eines Tages ein Handwerker an ihrer Tür klingelt, beschließt sie diesen, sehr zum Missfallen ihres Butlers einzustellen, um ihren Mann mit ihm zu betrügen. Dazu muss ihn der Butler allerdings baden und für die abendliche Party herrichten. Ihrem Mann erzählt sie während dieser Zeit jedes Detail ihrer angeblichen Affäre mit dem Handwerker. Dieser ist eifersüchtig und rasend vor Wut und möchte seinen Nebenbuhler mit einer Pistole ausschalten. Der Handwerker erhält wie durch Zufall eine Maschinenpistole und wird durch die Schüsse aus dieser so aufgeschreckt, dass er aus dem Haus flieht. Am Ende verfolgt ihn ein Polizist und ruft:„You nearly blew my brains out“, dreht sich um, und man sieht diesen mit über dem Gesäß zerfetzter Hose. Währenddessen umarmt sich das Ehepaar verliebt wie am ersten Tag.

## Hintergrund
Slipping Wives war nach den Filmen The Lucky Dog, 45 Minutes from Hollywood  und Duck Soup die vierte Zusammenarbeit des Duos. Der Film wurde Ende Oktober und Anfang November 1926 in den Hal Roach Studios in Culver City, Kalifornien gedreht. Wie alle Filme seit den drei vorher genannten hatte Hal Roach auch diesen für den Verleih durch die US-amerikanische Filmgesellschaft Pathé Exchange Inc. produziert. Ende der Zwanziger-Jahre hatte es zwischen Roach und der Verleih-Firma diverse Streitigkeiten gegeben, weswegen der Produzent 1927 den Verleiher wechselte.
Mitte Juni 1929 wurde der Kurzfilm der Filmprüfstelle vorgelegt und wenig später zugelassen, allerdings mit der Auflage »für Jugendliche verboten«, was wohl auf den Ehebruch im Film zurückzuführen ist. Slipping Wives zählte zum Programm der Saison 1929/1930 des deutschen Ufa-Verleihs.